# Martin Popoff
Martin Popoff (Castlegar, 28 aprile 1963) è un giornalista, scrittore e critico musicale canadese.

## Biografia
Il suo interesse per la musica rock iniziò da giovane a Trail, in Columbia Britannica, nei primi anni '70, ascoltando l'heavy metal, quando band come Mountain e Iron Butterfly erano nelle collezioni dei suoi fratelli maggiori e cugini. Altri album heavy rock dell'epoca, come Razamanaz dei Nazareth e Hotter than Hell dei Kiss, hanno ulteriormente modellato i suoi gusti musicali emergenti; inoltre, Angel City e April Wine erano tra le band preferite di Popoff da adolescente.
Delle riviste di musica più popolari dell'epoca, Popoff ricorda di essere stato un lettore abituale di Circus, Hit Parader e, più tardi, Kerrang!.
Nel 1993 ha pubblicato il suo primo libro, Riff Kills Man!: 25 Years Of Recorded Hard Rock and Heavy Metal, una raccolta di 1.942 recensioni critiche di dischi heavy metal. Poco dopo la sua pubblicazione ha co-fondato la rivista Brave Words & Bloody Knuckles, che ha pubblicato il suo primo numero nel 1994. Ben presto è tornato al suo libro di recensioni, pubblicando una versione rivista e ampliata nel 1997 intitolata The Collector's Guide To Heavy Metal, che ha quasi raddoppiato il numero di recensioni del libro originale a 3.700; nell'opera, Popoff descrive la nascita e il seguente sviluppo del genere.
A inizio carriera, ha più volte dichiarato di considerare i Max Webster e i Trooper come le sue principali band di riferimento. I gruppi più recenti di cui Popoff ha parlato molto includono Mastodon, Opeth, Lamb of God, Arch Enemy e Dark Tranquillity.  La sua Collector's Guide, guida al mondo del rock,  è diventata piuttosto famosa in alcuni circoli di fan per una recensione particolarmente feroce dell'album glam metal di grande successo mondiale dei Def Leppard, Hysteria, a cui ha assegnato un punteggio di zero su dieci. Popoff continua a difendere la sua opinione anni dopo, citando "solo una produzione orribile, testi, canti, cliché di ogni tipo, musicale e lirico".
Un certo numero di altri libri di Popoff sono biografie di importanti band metal, tra cui Dokken, Dio e Accept. Sebbene le biografie di solito non siano ufficialmente autorizzate, una grande quantità di ricerche consiste in interviste tra Popoff e i membri di ciascuna band.

## Opere
- Riff Kills Man, 1993
- The Top 500 Heavy Metal Songs of All Time, 2003
- Contents Under Pressure: 30 Years of Rush at Home and Away, 2004
- Judas Priest:Heavy Metal Painkillers, 2007
- Horse Away:Voivod, 2009
- Rush:The Illustrated History, 2013
- Sail away:Whitesnake Fantastic Voyage, 2015
- Agents of Fortune: The Blue Oyster Cult History, 2016
- The Status Quo:Pile Driver, 2016
- Beer Drinkers and Hellraiser:Motorhead, 2017
- Lights Out:Surviving the 70's with UFO, 2017
- Rush:Album by Album, 2017
- Iron Maiden:Album by Album, 2018
- The Clash:Tutti gli album, 2018
- Welcome to My Nightmare:Fifty Years of Alice Cooper, 2018
- Smokin' Valves: A Headbanger's Guide To 900 NWOBHM Records, 2019
- Rock the Nation:Montrose, 2019
- Swords & Tequila: Riot’s Classic First Decade, 2019
- Anthem:Rush in the 70, 2020
- Timelight:Rush in the '80's, 2020
- Sensitive to Light:Rainbow Story, 2020
- Thin Lizzy:A Visual Biography, 2020
- Sweet:A User Manual, 2020
- Driven:The Rush in the 90's, 2021
- Bowie 75, 2022